# Mamadou Cellou
Mamadou Cellou Diallo (Conakry, 5 de enero de 2001) es un futbolista guineano que juega como extremo derecho en el FC Cartagena "B" de la Segunda División RFEF.

## Trayectoria
Es un extremo derecho nacido en Conakry, la capital de la República de Guinea y a los 14 años emigró de su país huyendo de la pobreza, cruzando el Mar Mediterráneo hasta llegar a Almería, donde residió durante años en un centro de protección de menores en Chirivel, al norte de la provincia, donde comenzó a jugar al fútbol.
En la temporada 2018-19, firmó con el equipo cadete del Club de Fútbol Lorca Deportiva, con el que también debutaría en la Tercera División de España. 
Tras un breve e infructuoso paso por el Puigreig de la Segunda Catalana, volvía al Club de Fútbol Lorca Deportiva, con el que anotó 19 goles en el juvenil y jugó la fase de ascenso a la Segunda División B de España, logrando el ascenso a la Segunda División RFEF al término de la temporada 2019-20.
En la temporada 2020-21 aún en edad juvenil, disputó 23 partidos con el Club de Fútbol Lorca Deportiva en la Segunda División RFEF, pese el descenso del conjunto lorquino.
El 30 de agosto de 2021, firma por el Águilas Fútbol Club de la Segunda División RFEF, en calidad de cedido por el Club de Fútbol Lorca Deportiva a cambio de 50.000 euros, donde jugaría 26 partidos y anotó dos goles.
En la temporada 2022-23, regresa a las filas del Club de Fútbol Lorca Deportiva de la Tercera Federación.
El 16 de julio de 2023, firma por el FC Cartagena "B" de la Segunda División RFEF.
El 14 de enero de 2024, debuta con el primer equipo del Fútbol Club Cartagena en un encuentro de la Segunda División de España, disputando los últimos minutos del encuentro frente al Villarreal CF B.

## Clubes
Actualizado al último partido disputado el 05 de marzo de 2024.
| Club                           | País   | Año        | Partidos | Goles |
| ------------------------------ | ------ | ---------- | -------- | ----- |
| Club de Fútbol Lorca Deportiva | España | 2019-2023. |          |       |
| Águilas Fútbol Club (cedido)   | España | 2021-2022  | 26       | 2     |
| Fútbol Club Cartagena "B"      | España | 2023-act.  | 8        | 0     |
| FC Cartagena                   | España | 2024-act.  | 1        | 0     |